# Jérôme Attal
Pour les articles homonymes, voir Attal.
Jérôme Attal, né le 18 juillet 1970, est un écrivain, scénariste, parolier, auteur-compositeur-interprète et chanteur français.

## Biographie
Jérôme Attal est principalement un écrivain qui rédige en son nom ou pour d'autres personnes.
Entre 1998 et 2006, il tient un journal intime sur son site web,. En tant que romancier il publie notamment, à la rentrée littéraire de septembre 2018, le roman 37, étoiles filantes, qui met en scène Alberto Giacometti et Jean-Paul Sartre dans le Paris des années 1930,. Le roman obtient le Prix de la rentrée littéraire des amis de Gonzague et le Prix coup de cœur du Clos de Vougeot. Il publie également des livres pour la jeunesse et des nouvelles.
En plus de deux albums personnels, Jérôme Attal est également l'un des paroliers de plusieurs chanteuses et chanteurs français. En octobre 2018, il rédige par exemple, sur une musique de Yodelice, la chanson L'Amérique de William du dernier album de Johnny Hallyday. En décembre 2020, la Société des auteurs, compositeurs et éditeurs de musique (SACEM) lui décerne le Grand Prix de la chanson française, catégorie créateurqui vient couronner un catalogue de plus de 400 œuvres (chansons interprétées par des artistes tels Florent Pagny, Vanessa Paradis, Johnny Hallyday, Michel Delpech, Eddy Mitchell, Jane Birkin, Jenifer, Kids United...)
En 2022, son roman L'Âge des amours égoïstes reçoit le prix Amic de la création littéraire décerné par l'Académie française.
Enfin, il a écrit plusieurs scénarios ou dialogues pour des films.

## Œuvre littéraire

### Romans
- L’Amoureux en lambeaux (2007)
- Le Garçon qui dessinait des soleils noirs (2008)
- Le Journal fictif d'Andy Warhol (2009)
- Pagaille monstre (2010)
- Folie furieuse (2010)[8]
- L'Histoire de France racontée aux extra-terrestres (2012)
- Le Voyage près de chez moi (2013)
- Presque la mer (2014)
- Aide-moi si tu peux (2015)
- Les Jonquilles de Green Park (2016)[9]
- L'Appel de Portobello Road (2017)
- 37, étoiles filantes (2018)[3],[4]
- La Petite Sonneuse de cloches (2019)[10]
- L'Âge des amours égoïstes (2022)
- Neuf rencontres et un amour (2024)

### Récits
- Petit éloge des chats (2023)
- La ballade de Pattie, George et Eric (2022)
- Petit éloge du baiser (2021)
- J'aurais voulu être un Beatles (2020)
- Le Rouge et le Bleu (ou comment la musique des Beatles infuse dans l'existence) (2008)

### Pour la jeunesse
- Le Goéland qui fait Miaou (2017), en collaboration avec Sylvie Serprix et Constance Amiot. Voix récit : Robinson Stévenin.
- La Princesse qui rêvait d'être une petite fille (2018), en collaboration avec Fred Bernard et Élise Reslinger.

- Coup de coeur Jeune Public automne 2018 de l'Académie Charles-Cros.
- Alcie et la Forêt des fantômes chagrins (2020), illustrations de Fred Bernard[12]
- Duncan et la Petite Tour Eiffel (2020), en collaboration avec Sylvie Serprix, Théo Aboukrat et Juliette Bossé
- Alcie et le Pensionnat d'Alcatroce (2021), illustrations de Fred Bernard
- La Princesse qui rêvait d'être une petite fille Épisode 2 Sauvons les abeilles (2021), illustrations de Fred Bernard, chansons Elise Reslinger.

## Discographie
- 2004 : Genoux, hiboux, cailloux (live)
- 2005 : Comme elle se donne
- 2024 : Les attaches fines

## Scénarios et dialogues pour le cinéma
- 2009 : La fille aux allumettes, de Franck Guérin, écrit par Jérôme Attal et Franck Guérin.
- 2012 : Hôtel du paradis, de Claude Berne.
- 2014 : Alice Island, de Franck Guérin, écrit par Jérôme Attal et Franck Guérin. Dialogues de Jérôme Attal.
- 2017: Élisabeth s'en va-t-en guerre, de Marie-Hélène Mille, écrit par Marie-Hélène Mille et Jérôme Attal.